# Станфордска мемориална църква
Станфордската мемориална църква (на английски: Stanford Memorial Church) е неденоминационна църква в Станфорд, щата Калифорния, Съединените американски щати.
Разположена в центъра на комплекса на Станфордския университет, тя е нареждана сред неговите архитектурни забележителности.
Сградата е построена през 1898-1903 година по проект на Чарлз Кулидж. Нейното строителство е финансирано от Джейн Станфорд като мемориал на нейния починал съпруг Леланд Станфорд.